# Liste von Persönlichkeiten der Stadt Wetzlar
Diese Liste umfasst Persönlichkeiten mit einem Bezug zur Stadt Wetzlar und Söhne und Töchter dieser Stadt. Die Mitglieder des Reichskammergerichts in Wetzlar sind hier nur beliebig aufgeführt, weitere siehe unter Personal des Gerichts.

## Persönlichkeiten

### 800 bis 1600
- Der Konradiner Gebhard, Graf in der Wetterau und ab 904 Herzog von Lothringen dux regni quod a multis Hlotharii dicitur („Herzog des Königreiches, das von vielen dasjenige Lothars genannt wird“, gemeint ist das Lotharii Regnum, das spätere Lothringen)[1][2] ließ 897 eine Salvatorkirche (Erlöserkirche) an Stelle einer Vorgängerkirche auf dem Burgberg, dem späteren Domberg weihen, er stiftet 914/915 das Kloster St. Maria in Wetzlar, dort wurde er auch begraben.[1][2][3][4]
- Durch Gebhards Söhne Hermann I., einen späteren Herzog von Schwaben, und Udo I., Graf in der Wetterau erfolgte zu Beginn des 10. Jahrhunderts die Gründung des Marienstiftes (Wetzlarer Dom),[5] eines Kollegiatstiftes.
- Gertrud (1227–1297) Tochter von Elisabeth und Ludwig von Thüringen. Sie kam erst nach dem Tod ihres Vaters zur Welt und wuchs ab ihrem zweiten Lebensjahr im Prämonstratenserinnenkloster Altenberg bei Wetzlar heran. Sie wurde mit 21 Jahren dritte Meisterin des Klosters und dessen Äbtissin von 1248 bis 1297. Wie ihre Mutter half sie Armen und pflegte Kranke, um so Jesus Christus zu dienen. Papst Clemens VI. hat sie 1348 seliggesprochen.
- Dietrich Holzschuh alias Tile Kolup, der falsche Kaiser Friedrich II. † 1285. Als König Rudolf und der Erzbischof von Köln mit ihren Heeren nach Wetzlar zogen, lieferten die Wetzlarer Tile Kolup an den rechtmäßigen König aus. Unter der Folter verriet er seinen richtigen Namen. Er wurde als Zauberer, Ketzer und Gotteslästerer verurteilt. Der König ließ ihn am nächsten Tag, dem 7. Juli 1285 in Wetzlar hinrichten beziehungsweise (auf dem Scheiterhaufen?) verbrennen.[6]
- Graf Adolf von Nassau (* vor 1250; † 2. Juli 1298 bei Göllheim) im Jahr 1286 zum Burghauptmann auf der Reichsburg Kalsmunt in Wetzlar von König Rudolf von Habsburg bestellt. Adolf behielt das Amt, bis er selbst zum König des Römisch-Deutschen Reiches gewählt wurde. Bereits 1292 übertrug er das Amt des Burghauptmann an Gottfried von Merenberg.[7]
- Katharina Gräfin von Nassau belegt 1289 – 29. April 1304, Nonne. (Vater: Nassau, Heinrich II. Graf von, belegt 1198–1247, Mutter: Nassau, Mathilde Gräfin von, † nach 1247). Von 1298 bis 1304 war Katharina von Nassau Meisterin/Äbtissin des Klosters Kloster Altenberg bei Wetzlar.[8]
- Robin Graf zu Sayn und Hachenburg, gen. 1318–1373, 1330 Propst zu Wetzlar, Domherr in Köln[9]
- Gerhard Richwin, Ratsherr, Bürger und Wollenweber in Wetzlar (* ≈1320)[10]
- Johannes Heintzenberger (* 21. August 1531 in Wetzlar; † 3. Februar 1581 in Marburg) war ein hessischer Kanzler und Rat
- Stephan Isaak (* 1542 in Wetzlar; † 1598 in Bensheim/Bergstraße), katholischer Priester, dann reformierter Theologe, Hebraist
- Siegfried Clotz (* 1556 in Wetzlar; † 7. März 1610 in Kassel), war hessischer Kanzler und Rat
- Franz Kessler (* um 1580 in Wetzlar; † um 1650 in Danzig), Erfinder, Alchemist, Maler und Gelehrter[11][12] Er nannte sich häufiger „Conterfaiter von Wetzlar“ – also Porträtist von Wetzlar.[13]

### 17. Jahrhundert
- Ambrosius Franz Friedrich Christian Adalbert Graf von Virmont und Bretzenheim (* 15. Dezember 1682 oder 1684; † 19. November 1744 in Wetzlar). 1731 wurde Ambrosius Franz zum Präsidenten des Reichskammergerichts in Wetzlar ernannt. Sie erreichte mit der Ernennung zum Reichskammerrichter am 24. Oktober 1742 den Höhepunkt seiner Karriere.
- Johann Philipp Chelius (* 1610 in Ober-Widdersheim; † 1683 Wetzlar), Jurist, Stadtschreiber und Chronist in Wetzlar.
- Graf Franz Adolf Dietrich von Ingelheim (* 1659 in Aschaffenburg; † 15. September 1742 in Wetzlar), genannt Echter von und zu Mespelbrunn, war ein Reichskammerrichter von 1730 bis 1742. Nach seinem Studium in Rechtswissenschaft an der Universität Mainz arbeitete er im Verwaltungsdienst von Erfurt, wurde anschließend Hofrat von Kurmainz und 1682 Mitglied des Geheimen Rates vom Viztum Rheingau. 1698 wurde er Reichskammergerichtspräsident in Wetzlar, wovon er 1703 nach Auseinandersetzung mit Amtskollege Solms-Laubach suspendiert wurde. 1711 wurde er wieder eingestellt und von 1730 bis 1742 folgt seine Laufbahn als Reichskammerrichter.
- Franz Callenbach (* 10. Januar 1663 in Dittwar bei Tauberbischofsheim; † 3. Februar 1743 in Bamberg) war ein jesuitischer Autor SJ satirischer Schuldramen der Barockzeit.[14] 1694 und 1703–1721 Erzieher und Gründer einer Schule für die Kinder der katholischen Mitglieder des Reichskammergerichts in Wetzlar. Er erfasste hier die verheerenden Zustände am damaligen Reichskammergericht, die ihm reichlich Stoff für seine acht satirischen Komödien boten.
- Georg Christoph Moeller (1663–1749), Kammergerichtsarzt, akademischer Lehrer von Lorenz Heister in Gießen und Wetzlar[15]
- Georg Melchior von Ludolf (* 2. März 1667 in Erfurt; † 1. Februar 1740 in Wetzlar), Assessor am Reichskammergericht und juristischer Schriftsteller
- Johann Melchior Kraft (* 11. Juni 1673 in Wetzlar; † 22. Juli 1751 in Schleswig (Stadt)?) lutherischer Theologe.
- Barthold Heinrich Brockes (auch: Bertold Hinrich Brockes) (* 22. September 1680 in Hamburg, † 16. Januar 1747 in Hamburg) war ein bedeutender deutscher Schriftsteller des Barock und der frühen Aufklärung und hamburgischer Patrizier. Hat 1702 in Wetzlar ein halbjähriges Praktikum am dortigen RKG angetreten.
- Christian Albert Anton von Merle (* 22. Mai 1693 in Wetzlar; † 2. März 1765 in Worms) war von 1734 bis 1765 Weihbischof des Bistums Worms sowie Titularbischof von Sinope.
- Johann Jacob von Zwierlein (* 9. Februar 1699 in Worms; † 21. Juni 1772 Wetzlar), Jurist am Reichskammergericht

### 18. Jahrhundert
- Hohenlohe, Karl Philipp Franz von (* 1702 in Wanfried; † 1763 in Wetzlar), Fürst zu Hohenlohe-Bartenstein, Reichskammerrichter in Wetzlar.
- Nikolaus Willibald von Gersdorff (* 28. März 1713 in Wetzlar; † 8. März 1765 in Dresden), Grundherr, sächsisch-polnischer Gesandter, Wirklicher Geheimer Rat und Konferenzminister
- Heinrich Ernst August, Graf zu Sayn-Wittgenstein und Hohenstein (* 25. Dezember 1715, † 19. Mai 1792), evangelisch, lebte in Wetzlar.[16]
- Leonhard Heinrich Ludwig Georg von Canngießer (* 22. Mai 1716 in Wetzlar; † 29. Mai 1772 in Kassel), Staatsmann.
- Johann Friedrich Meckel (* 31. Juli 1724 in Wetzlar; † 18. September 1774 in Berlin) war ein deutscher Mediziner. Meckel wurde 1753 Professor der Anatomie und Hebammenkunst in Berlin, außerdem war er königlicher Leibchirurg.
- Carl Georg August von Oppel (* 11. März 1725 in Wetzlar; † 3. Januar 1760 in Montbéliard); Kanzler in Gotha, später württembergischer Gouverneur der Grafschaft Mömpelgard
- Fürst Karl Egon zu Fürstenberg-Stühlingen (* 1729, † 1786) bis 1772 I. Kaiserlicher Visitations-Kommissar am RKG in Wetzlar
- Franz Ludwig von Erthal, Fürstbischof von Würzburg und Bamberg (* 16. September 1730 zu Lohr, † 16. Februar 1795 in Würzburg) wurde in Wien dem Kaiser Joseph II. bekannt und von demselben nacheinander zum Geheimen Reichsrat, Visitator des Reichskammergerichts zu Wetzlar (1767–1776) und kaiserlichen Kommissarius auf dem Reichstag zu Regensburg ernannt.
- Johann Siegmund von Oppel (* 2. Oktober 1730 in Wetzlar; † 25. Februar 1798 in Weimar), Direktor der Sachsen-Weimarischen Landschaftskasse und Wirklicher Geheimer Rat.
- Reichsvizekanzler Fürst Franz de Paula Gundaccar I. (* 1731; † 1807), der 1767 bis 1770 als Botschafter in Spanien und von 1788 bis 1806 Reichsvizekanzler war. Er war ab 1772 I. Kaiserlicher Visitations-Kommissar am RKG in Wetzlar.
- Freifrau Maria Dorothea von Albini (* 1734; † 1807 in Wetzlar) geb. von Requile, Kammergerichts-Assessorin, war eine große Wohltäterin der Armen. Nach ihrem Tod vermachte sie ihr gesamtes Vermögen (seinerzeit rund 300.000 Gulden) einem Armeninstitut in Wetzlar.
- die Freiherren von Zwierlein[17] seit 1736 über zwei Generationen als bedeutende Juristen am RKG.
- Christian Jacob Freiherr von Zwierlein (* 4. Dezember 1737 in Wetzlar; † 10. August 1793 in Langsdorf) Advokat und Prokurator am Reichskammergericht zu Wetzlar.
- Constantin von Neurath (Johann Friedrich Albert) Constantin Neurath, seit 1791 von Neurath (* 17. Mai 1739 in Alsfeld; † 30. Oktober 1816 in Rastatt) war ein deutscher Jurist und Reichskammergerichtsassessor in Wetzlar. Er zog als Vormund den früh verwaisten Friedrich Carl von Savigny in Wetzlar auf.
- Johann Christian Kestner (* 28. August 1741 in Hannover; † 24. Mai 1800 in Lüneburg auf einer Dienstreise) war ein deutscher Jurist und Archivar, berühmt vor allem als Ehemann von Werthers Lotte Charlotte Buff. Als junger hannoverscher Legationssekretär 1767 bis 1773 am Reichskammergericht in Wetzlar tätig, lernte Kestner Charlotte Buff, die Tochter des Amtmanns am dortigen Deutschordenshof, kennen und verlobte sich mit ihr. Er wurde später königlich großbritannisch-hannoverscher Hofrat und Vizearchivar in Hannover. Der junge Johann Wolfgang von Goethe, 1772 ebenfalls als Praktikant am Reichskammergericht in Wetzlar, wurde mit beiden befreundet.
- Friedrich Wilhelm Albrecht von Ulmenstein (Freyherr) (* 30. Oktober 1750 in Wetzlar, † 27. Januar 1826 in Wetzlar) Jurist, Assessor, u. a. Fürstl. Nassau-Weilburgischen Regierungsrath, Lokalhistoriker.[18]
- Friedrich Wilhelm Gotter (* 3. September 1746 in Gotha; † 18. März 1797 ebenda), Dichter, begleitete im Jahr 1766 den Freiherrn v. Gemmingen als Legationssekretär nach Wetzlar. 1770 bis 1774 ging er selbst als Legationssekretär wieder nach Wetzlar, wo er mit Goethe, Jerusalem u. a. verkehrte.
- Karl Wilhelm Jerusalem, „Urbild von Goethes Werther“ (* 21. März 1747, Braunschweig, † (Suizid) 30. Oktober 1772, Wetzlar) Legationssekretär des braunschweigischen Gesandten Hofrat Johann Jakob von Höfler (1714–1781) am RKG in Wetzlar.
- Salentin von Zwierlein (* 17. Januar 1747 in Wetzlar; 6. Oktober 1813 in Winnerod), Jurist und Regierungspräsident im Fürstentum Solms-Braunfels
- Johann Wolfgang von Goethe (* 28. August 1749 in Frankfurt am Main als Johann Wolfgang Goethe; † 22. März 1832 in Weimar). Als wohl bekannteste Persönlichkeit der Wetzlarer Geschichte wirkte Johann Wolfgang von Goethe 1772 als Jurist am Reichskammergericht. Unter dem Eindruck seiner Liebe zur Wetzlarerin Charlotte Buff und des Suizides Karl Wilhelm Jerusalems machte Goethe die Stadt mit seinem Roman Die Leiden des jungen Werthers weltweit bekannt.
- Karl August von Hardenberg, später Fürst von Hardenberg (* 31. Mai 1750, † 26. November 1822), am RKG in Wetzlar
- Charlotte Sophie Henriette Buff (* 11. Januar 1753 in Wetzlar; † 16. Januar 1828 in Hannover), sie heiratete am 4. April 1773 den hannoverschen Legationssekretär Johann Christian Kestner, der schon seit 1767 als Kammergerichtssekretär am Reichskammergericht in Wetzlar tätig war. Charlotte ist Werthers Lotte aus Goethes Werthers Leiden.
- Jacob Adam Abel (* 3. Juni 1754 in Wetzlar; † 2. Oktober 1824 ebenda), Jurist am Reichskammergericht und Professor der Rechtsschule
- Philipp Joseph Hinner (* 18. Februar 1755 in Wetzlar; † 3. April 1784 in Versailles, Frankreich), Komponist; Harfenlehrer der französischen Königin Marie-Antoinette; „musicien ordinaire du Roy et de la chambre de la Reine“ am französischen Königshof in Versailles, Vater von Laure de Berny.
- Otto Heinrich von Gemmingen-Hornberg (* 5. November 1755 in Heilbronn; † 3. März 1836 in Heidelberg), Schriftsteller der Aufklärung, verbrachte seine Kindheit in Wetzlar
- Heinrich Friedrich Karl Freiherr vom Stein (* 25. Oktober 1757 in Nassau; † 29. Juni 1831 in Cappenberg, Westfalen) war ein preußischer Staatsmann und Reformer, 1777 am RKG in Wetzlar
- Joseph Philipp Graf zu Spaur und Flavon zu Winkhl und Laudeck, 1757–1796 Reichskammergerichts-Assessor in Wetzlar.[19]
- Johann Peter von Feuerbach (* 1. August 1761 in Wetzlar; † 18. Januar 1825 in Stuttgart), Wirklicher Ministerialdirektor im Departement der auswärtigen Angelegenheit im Königreich Württemberg.
- Friedrich Christian Reinermann (* 5. Oktober 1764 in Wetzlar; † 7. Februar 1835 in Frankfurt am Main) war ein in Wetzlar tätiger deutscher Landschaftsmaler. 1812 ernannte ihn der Landesherr Karl Theodor von Dalberg zum Professor der bildenden Künste. 1818 erhielt Reinermann eine Anstellung als Lehrer an der Kunstschule in Frankfurt am Main. Im selben Jahr überreichte Friedrich Wilhelm III. von Preußen Reinermann in Anerkennung seiner Kunstfertigkeit eine Ehrengabe.
- Lazare Hoche napoleonischer, oberkommandierender General (* 25. Juni 1768 im Quartier Montreuil bei Versailles, † 19. September 1797, Wetzlar)
- Jeremias Gottfried von Noël (* 23. Juli 1768 in Wetzlar; † 27. April 1836 in Anholt, Provinz Westfalen), Beamter, Geheimrat, Gesandter und Kanzleidirektor des Fürstentums Salm
- Karl Albert Christoph Heinrich von Kamptz (* 16. September 1769 in Schwerin Mecklenburg; † 3. November 1849 in Berlin), preuß. Staatsmann, studierte zu Göttingen und trat 1790 als Assessor der Justizkanzlei in mecklenburg-strelitzsche Dienste. 1804 ernannte ihn der König von Preußen zum Reichskammergerichtsassessor in Wetzlar (bis 1809).
- Heinrich Alois von Reigersberg (* 30. Januar 1770 in Würzburg; † 4. November 1865 in München) war von 1797 bis 1803 Reichskammergerichtspräsident. Vom 3. Oktober 1803 bis zur Auflösung des Reichskammergerichts am 6. August 1806 begleitete der Reichskammerrichter als Letzter das höchste Richteramt im Alten Reich.
- Hieronymus Karl zweiter Graf von Colloredo-Mansfeld (General) (* 30. März 1775 in Wetzlar; † 23. Juli 1822 in Wien). Er war der Sohn des Reichsvizekanzlers Fürste Franz de Paula Gundaccar I. Hieronymus von Colloredo-Mannsfeld war später am Reichskammergericht in Wetzlar tätig.
- Georg Wilhelm von Hofmann (* 24. Dezember 1777 in Wetzlar; † 30. November 1860 in Neuwied), preußischer General der Infanterie
- Friedrich Carl von Savigny [ˌsaviɲˈi] (* 21. Februar 1779 in Frankfurt am Main; † 25. Oktober 1861 in Berlin) ist in Wetzlar bei seinem Vormund Constantin von Neurath aufgewachsen und hat dort das Gymnasium besucht. Er ist ein deutscher Rechtsgelehrter und Kronsyndikus. Er begründete die Historische Rechtsschule.
- Konrad Dietz (* 2. Januar 1780 in Wetzlar; † 24. Juli 1866 in Gießen), hessischer Richter und konservativer Politiker
- Franz Joseph Konstantin Schömann (* 23. Mai 1782 in Wetzlar; † 2. Dezember 1813 in Jena) war ein deutscher Rechtswissenschaftler
- Egid von Löhr (* 17. März 1784 in Wetzlar; † 6. März 1851 in Gießen), Hochschullehrer an der Rechtsschule Wetzlar und der Universität Gießen
- Paul Wigand (* 10. August 1786 in Kassel; † 4. Januar 1866 in Wetzlar) war ein deutscher Jurist und Rechtshistoriker
- Julius Constantijn Rijk (* 13. Januar 1787, Wetzlar; † 2. Mai 1854, Den Haag), Gouverneur von Suriname
- Franz Ferdinand Michael Stickel (* 17. März 1787 in Wetzlar; † 21. September 1848 in Wetzlar), Jurist am Reichskammergericht und Professor an der Rechtsschule Wetzlar
- Carl August von Abel (* 1788 in Wetzlar, † 3. September 1859 in München); späterer bayerischer Ministerpräsident unter König Ludwig I. (Bayern).
- Christoph Flach (* 26. Juli 1789 in Wetzlar; † 24. September 1861), Präsident des Oberappellationsgerichtes Wiesbaden.
- Wilhelm Gieße (* 22. März 1790 in Wetzlar; † 5. Mai 1839 in Wiesbaden), evangelischer Theologe und Mitglied der Deputiertenkammer der Landstände des Herzogtums Nassau
- Friedrich Karl Lange (* 17. Juni 1791; † 28. Oktober 1859 in Schlitz), hessischer Hofrat, Politiker und Abgeordneter der 2. Kammer der Landstände des Großherzogtums Hessen
- Johannes Münch (* 16. Dezember 1791 in Wetzlar; † 3. März 1869 in Heidelberg), Jurist und Politiker, Mitglied der Frankfurter Nationalversammlung
- Johann Ferdinand Werle (* 7. Februar 1793 in Wetzlar; † 16. Dezember 1864 in Hattersheim) war Posthalt und Mitglied des Nassauischen Landtags
- Ferdinand Walter (* 30. November 1794 in Wetzlar; † 13. Dezember 1879 in Bonn) war ein deutscher Jurist und Abgeordneter der preußischen Nationalversammlung 1848.
- Karl Graf zu Spaur und Flavon (* 4. Januar 1794 in Wetzlar; † 26. Oktober 1854 in Florenz), kgl. bayerischer Gesandter beim Heiligen Stuhl, Retter von Papst Pius IX.[20]
- Karl Maria von Aretin (* 4. Juli 1796 zu Wetzlar, † 29. April 1868 in Berlin), Geschichtsforscher focht in den Freiheitskriegen 1813–15 mit. Seit 1851 Wirklicher Geheimer Rat, wurde er 1859 zum lebenslangen Mitglied des Reichsrats ernannt.
- Johann Friedrich Frech (* 21. März 1796 in Wetzlar; † 24. März 1881 in Berlin), Richter, Politiker, Mitglied des Preußischen Herrenhauses
- Carl Christian Wilhelm Sartorius (* 31. August 1796 in Gundershausen bei Darmstadt; † 16. Januar 1872 Hacienda del Mirador, Bundesstaat Veracruz, Mexiko), ein deutscher Theologe, Pädagoge und Schriftsteller. War ab 1819 als Lehrer am Gymnasium in Wetzlar tätig.
- Philipp Anton Guido von Meyer (* 8. Januar 1798 in Wetzlar; † 30. Juli 1869 in Schnaittach, Franken), Mecklenburg-Schwerinscher Legationsrat, Publizist, Schriftsteller und Übersetzer.
- Franz Xaver Albert Christoph Leonhard Ritter von Vahlkampf (* 3. Juni 1799 Wetzlar, † 31. Januar 1858 Frankfurt am Main), katholisch Jurist, Staatsminister, Ministerresident.[21]
- Franz a Paula von Linden (* 4. Mai 1800 in Wetzlar; † 23. April 1888 in Cannstatt), württembergischer Diplomat und Gesandter
- Ferdinand Freiherr von Stein (* 17. August 1800 in Wetzlar; † 18. Juli 1875 in Darmstadt), Jurist, Land- und Kreisrat im Großherzogtum Hessen

### 19. Jahrhundert
- Karl Theodor Friedrich Freiherr von Linden (* 30. November 1801 in Wetzlar; † 18. Januar 1870 in Ludwigsburg), Regierungspräsident des württembergischen Neckarkreises.
- Eduard Werle (* 1801 Wetzlar; † 6. Juni 1884 Reims) Kellermeister und Leiter des Champagnerhauses Clicquot, Bürgermeister von Reims.
- Joseph von Linden (* 7. Juni 1804 in Wetzlar; † 31. Mai 1895 Hebsack bei Freiburg im Breisgau), württembergischer Innenminister und Abgeordneter, Gründer des Lindemuseums in Stuttgart.
- Ludwig Erk (* 6. Januar 1807 in Wetzlar), war Musikpädagoge und Komponist, Herausgeber unter anderem der Sammlung der Deutschen Volkslieder mit ihren Singweisen, des Deutschen Liederhorts sowie aus Achim von Arnims literarischem Nachlass des vierten Teils von Des Knaben Wunderhorn. Er starb am 25. November 1883 in Berlin.
- Rudolf Baumbach (* 19. April 1807 in Berlin; † 4. Januar 1885 in Wetzlar), war Baumeister und Direktor der Baugewerkschulen in Idstein und Wetzlar.
- Constantin Franz von Neurath (* 22. April 1807 in Wetzlar; † 8. September 1876 in Leinfelderhof), württembergischer Jurist und Außenminister.
- Hermann Jordan (* 19. April 1808 in Wetzlar; † 8. August 1887 in Saarbrücken), Mediziner, Sanitätsrat  und Mineraliensammler, nach ihm wurde das Mineral Jordanit benannt.
- Gustav Adolph von Lauer (* 10. Oktober 1808 in Wetzlar; † 8. April 1889 in Berlin), preußischer Generalstabsarzt, Leibarzt Kaiser Wilhelms I. Für seine Verdienste um die Verbesserung des militärischen Medizinalwesens erhielt er 1885 die Ehrenbürgerschaft seiner Vaterstadt.
- Siegmund Friedrich Müller (* 26. November 1810 in Wetzlar; † 15. August 1899 in Frankfurt am Main), Jurist, Notar und Politiker der Freien Stadt Frankfurt.
- Julius Budge (* 11. Sept. 1811 zu Wetzlar; † 14. Juli 1888 in Greifswald) Mediziner, studierte seit 1828 in Marburg, Würzburg und Berlin und lebte als Arzt in Wetzlar. Seine Arbeiten bezogen sich namentlich auf den nervösen Zusammenhang zwischen Gehirnteilen und Harn- und Geschlechtsorganen sowie auf den Ursprung des sympathischen Nervs aus dem Rückenmark und waren in dieser Hinsicht epochemachend. Er entdeckte auch die Gallenkapillaren.
- Frederick Schaefer (* 1817 in Wetzlar; † 1897), deutsch-US-amerikanischer Brauer und gemeinsam mit seinem Bruder Maximilian Gründer der F. & M. Schaefer Brewing Company.
- Moritz Hensoldt (* 11. November 1821 in Lindenau, Thüringen; † 10. Oktober 1903 in Wetzlar), Fabrikant in der optischen und feinmechanischen Industrie (Mikroskope, Fernrohre).
- Friedrich Ludwig Wilhelm Herbst (* 8. November 1825 in Wetzlar, † 20. Dezember 1882 in Halle (Saale)), deutscher Pädagoge, Philologe, Lexikograf und Historiker.
- Carl Kellner (Unternehmensgründer) (* 26. März 1826 in Hirzenhain; † 13. Mai 1855 in Wetzlar), Optiker und Feinmechaniker (Mikroskope).
- Carl Friedrich Deiker (* 1836 in Wetzlar; † 1892 in Düsseldorf) und sein Bruder Johannes Deiker (* 27. Mai 1822 in Wetzlar; † 23. Mai 1895 in Düsseldorf) waren bekannte deutsche Maler.
- Wilhelm Molly (* 1838 in Wetzlar; † 1919 in Neu-Moresnet) war ein deutscher Allgemeinmediziner und Esperanto-Förderer.
- August Bebel (* 22. Februar 1840 in Köln-Deutz; † 13. August 1913 in Passugg, Schweiz) war ein Führer der Arbeiterbewegung und sozialistischer Politiker und Mitbegründer der SPD. Er verlebte seine Jugendjahre in Wetzlar und erlernte hier das Drechslerhandwerk.
- Karl Knortz (* 28. August 1841 in Garbenheim / Wetzlar; † 27. Juli 1918 in North Tarrytown, USA) deutsch-amerikanischer Schriftsteller, wanderte 1863 nach Amerika aus und widmete sich hier dem Lehrerfach, in welchem er 1866–68 zu Detroit in Michigan, darauf bis 1871 zu Oshkosh in Wisconsin, später in Cincinnati für die deutsche Sprache und Literatur tätig war. Als Redakteur des „Deutschen Pioniers“ in Cincinnati, der „Indiana Deutschen Zeitung“ zu Indianapolis; Veröffentlichungen u. a.: „Märchen und Sagen der nordamerikanischen Indianer“, „Amerikanische Skizzen“, „Epigramme“, „Longfellow, literarhistorische Studie“ usw.
- Christian Kremp (* 1. Februar 1843 in Ennerich (heute ein Stadtteil von Runkel an der Lahn); † 21. Januar 1920 in Wetzlar) war einer der Pioniere von Wetzlars Optischer- und Feinmechanischer Industrie.
- Ernst Leitz I (* 26. April 1843 in Sulzburg; † 12. September 1920 in Solothurn, Schweiz), Wetzlarer Fabrikant, opt. und feinmech. Industrie (Mikroskope, Kameras und Fernrohre).
- Ludwig von Berswordt-Wallrabe (* 21. Juli 1844 in Wetzlar; † 8. November 1926 in Weitmar), preußischer Landrat
- Friedrich Bertram Sixt von Armin (* 27. November 1851 in Wetzlar; † 30. September 1936 in Magdeburg) war ein deutscher General. Er erhielt für seine Leistungen den Schwarzen Adlerorden und das Eichenlaub zum Pour le Mérite. Er war Ehrenbürger von Wetzlar.
- Heinrich Gloël (* 22. Juli 1855 in Körbelitz bei Magdeburg; † 16. Januar 1940 in Wetzlar), deutscher Philologe und Goetheforscher sowie Ehrenbürger der Stadt Wetzlar.
- Friedrich Back (*Juni 1860 in Wetzlar; † März 1932 in Darmstadt), Kunsthistoriker und Museumsdirektor in Darmstadt.
- Ernst Leitz II (* 1. März 1871 in Wetzlar; † 15. Juni 1956 ebenda), Wetzlarer Unternehmer, der mit der Leica die erste international erfolgreiche Großserien-Kleinbildkamera der Welt verwirklichte.
- Oskar Barnack (* 1. November 1879 in Lynow, Nuthe-Urstromtal; † 16. Januar 1936 in Bad Nauheim) war ein deutscher Feinmechaniker, er entwickelte zwischen 1913 und 1914 als Entwicklungschef der Firma Leitz in Wetzlar die erste Kleinbildkamera, die erste Leica (Leitz Camera).
- Adolf Lux (* 28. April 1882 in Breslau; † 25. September 1970 in Wetzlar) war ein deutscher Fotolaborant, Fotograf und Redakteur bei der Firma Leitz in Wetzlar.
- Karl Horn (* 3. Juni 1888 in Nieder-Olm (Rheinhessen); † 13. Juli 1971 in Bad Homburg vor der Höhe), Bürgermeister von Wetzlar (1945).
- Irmgard Freiin von Lemmers-Danfort (* 28. März 1892 in Wilhelmshaven; † 22. Januar 1984 in Wetzlar), Wetzlarer Kinderärztin und ihre von ihr im fürstlichen Palais Papius zusammengestellte und öffentlich zugänglich gemachte Sammlung europäischer Wohnkultur.
- Sepp Christmann (* 22. September 1895 in Bingen am Rhein; † 11. April 1977 in Wetzlar) war ein deutscher Trainer für mehrere Sportarten.
- Johannes von Rudloff (* 24. Januar 1897 in Wetzlar; † 26. Juni 1978 in Hamburg) war Weihbischof in Osnabrück und Bischofsvikar in Hamburg.
- Germaine Krull (* 20. November 1897 in Posen; † 31. Juli 1985 in Wetzlar), Fotografin.

### 20. Jahrhundert
- Elli Hatschek, geborene Lotz, (* 2. Juli 1901 in Wetzlar; † 8. Dezember 1944 in Berlin-Plötzensee), Widerstandskämpferin gegen den Nationalsozialismus und NS-Opfer
- Otto Lenz (* 6. Juli 1903 in Wetzlar; † 2. Mai 1957 in Neapel), Jurist und Politiker (CDU), Chef des Bundeskanzleramtes und  Mitglied des Deutschen Bundestages
- Elsie Kühn-Leitz (* 22. Dezember 1903 in Wetzlar; † 5. August 1985 ebenda), Juristin und Mäzenin sowie Wetzlarer Ehrenbürgerin
- Theodor Arzt (* 10. Februar 1905 in Wetzlar; † 14. März 1973 ebenda), Schullehrer und Botaniker
- Edgar Hobinka (* 16. Dezember 1905 in Mährisch Schönberg; † 24. Januar 1989 in Wetzlar), Musikpädagoge und Wetzlarer Ehrenbürger
- Ernst Leitz III (* 16. Januar 1906 in Wetzlar, † 8. September 1979 in Bad Nauheim), Wetzlarer Unternehmer und Politiker
- Helmut Neuss (* 12. März 1908; † 21. Juli 2009), Marineoffizier, zuletzt Konteradmiral der Bundesmarine
- Paul Hölzig (* 1911; † 1989 in Wetzlar-Naunheim), Puppenspieler, Grafiker und Zauberkünstler (als Leo Paolo)
- Walter Schuster (* 7. November 1918 in Wetzlar; † 20. Mai 2010 ebenda), Agrarwissenschaftler auf dem Gebiet der Pflanzenzüchtung
- Wolfgang Kühle (* 7. Dezember 1920 in Göttingen; † 7. Dezember 2002 in Wetzlar), Politiker (CDU) und Abgeordneter des Hessischen Landtags, Ehrenbürger der Stadt Wetzlar
- Otto Malfeld (* 1921 in Bad König; † 24. Februar 2013 in Wetzlar), Wetzlarer Bürgermeister 1972–1977
- Gisela Freudenberg (1923–2021), Bildungspolitikerin und Verfassungsrichterin
- Gisela May (* 31. Mai 1924 in Wetzlar; † 2. Dezember 2016 in Berlin), mehrfach ausgezeichnete Schauspielerin (Bühne und Film), Diseuse, Brecht-Interpretin
- Wolf Erich Kellner (* 18. September 1930 in Wetzlar; † 6. Juli 1964 in Marburg), Jurist, Historiker und Archivar
- Helmut Spengler (* 19. April 1931 in Wetzlar), evangelischer Theologe; von 1985 bis 1993 Kirchenpräsident der Evangelischen Kirche in Hessen und Nassau
- Werner Jan Christiaan Noorda (* 9. Juli 1933), niederländischer Maler und Dichter des Expressionismus, lebt seit 1970 in Wetzlar.[22]
- Hans-Günter Herfurth (* 26. Februar 1934 in Wetzlar; † 24. November 2011 in Dillingen/Saar), Manager in der saarländischen Stahlindustrie
- Knut Kühn-Leitz (* 16. Juni 1936 in Frankfurt am Main; † 23. Mai 2020 in Wetzlar), letzter direkter Spross der Familie Leitz in Wetzlar. Er trat 1965 in das Unternehmen Ernst Leitz Wetzlar ein, wurde 1971 Teil der Geschäftsleitung. Engagement als Vorstandsvorsitzender der Ernst-Leitz-Stiftung und für „Haus Friedwart“, Publikationen zur Unternehmens- und Familiengeschichte. Pflege internationaler Beziehungen, insbesondere der deutsch-französischen Freundschaft.[23]
- Erich Neu (* 26. November 1936 in Wetzlar; † 31. Dezember 1999 in Bochum), Altorientalist
- Günter Henrich (* 6. Juli 1937 in Wetzlar; † 20. Oktober 2011 in Frankfurt am Main), Karikaturist und Cartoonist
- Manfred Gebhardt-Euler (* 18. August 1938 in Scheidt/Saar; † 2018), Betriebswirt, Stadtrat in Wetzler und Geschäftsführer der Brauerei Gebr. Euler[24]
- Ulrich Denkhaus (* 27. September 1938, † 1. Januar 2013 in Wetzlar), Theologe und Physiker, lebte und starb in Wetzlar
- Karl-Ernst Eiermann (* 17. Juli 1940 in Wetzlar, † 28. Oktober 2020 in Gießen-Kleinlinden), Kosmologe, theoretischer Physiker, Forscher, Referent, Dozent und Autor[25]
- Bernd Wulffen (Politiker) (* 9. Oktober 1940 in Klosterheide, Provinz Brandenburg), lebte von 1951 bis 1959 in Wetzlar, Abitur an der Goetheschule. Konsul in Buenos Aires, Presseattaché in Mexiko, Wirtschafts- und Wissenschaftsattaché in Jakarta und Peking, Botschafter in Kuwait und Bahrein, Ziviler Koordinator für den Kosovo und 2001 bis 2005 Botschafter in Havanna, Kuba.
- Ulrich Mayer (* 25. Februar 1941 in Wetzlar), Historiker und Hochschullehrer
- Verena Dietrich (* 30. Juni 1941 in Wetzlar; † 18. April 2004 in Schwerte), Architektin und Hochschullehrerin
- Volker Pingel (* 18. Oktober 1941 in Wetzlar; † 2005), Professor für Vor- und Frühgeschichte an der Ruhr-Universität Bochum
- Ellen-Heidi Hebestreit (* 25. November 1941 in Wetzlar), Politikerin (CDU)
- Ted Herold (* 9. September 1942; † 20. November 2021 in Dortmund), Rock-Sänger; ab 1963 Bundeswehr in der Spilburg, verheiratet in Wetzlar-Nauborn, Lehre und Ausbildung zum Meister in Wetzlar, Scheidung und Wegzug ca. 1980.
- Jürgen Hardt (* 2. September 1943 in Wetzlar; † 18. Dezember 2020 in Wetzlar), war Psychologischer Psychotherapeut, Psychoanalytiker (Dpv), Lehr- und Kontrollanalytiker (DPV/IPA), Gruppenlehranalytiker (GAS, London), Supervisor sowie Organisationsberater (DAG) und war Gründungspräsident der Landespsychotherapeutenkammer Hessen, vielfacher Buchautor, betrieb mit seiner Frau eine private Praxis für Psychoanalyse und Psychotherapie in Wetzlar
- Hans Christoph Buch (* 13. April 1944 in Wetzlar), Schriftsteller und Essayist
- Karsten Porezag (* 11. Juni 1944 in Goslar) lebt seit 1971 in Wetzlar. Stadtführer, Autor. Historische Forschungen und Publikationen zur Regional-, Montan- und Technikgeschichte. 1991: Verdienstmedaille des Verdienstordens der Bundesrepublik Deutschland[26], 2020: Bundesverdienstkreuz am Bande[27]
- Hans-Jürgen Heinrichs (* 26. September 1945 in Wetzlar), Ethnologe und Schriftsteller
- Nando Belardi (* 16. August 1946 in Wetzlar), em. Universitätsprofessor für Sozialpädagogik
- Günter Josef Glasauer (* 31. März 1948 in Wetzlar), deutscher Olympia-Teilnehmer 1972 in der Leichtathletik (Speerwurf), Basketball-Bundesliga-Spieler 1974–1977 für den USC Heidelberg, erfolgreicher Basketball-Jugend-Trainer 1978–1998 in Deutschland, promovierter Sportwissenschaftler und Koordinationsexperte für Basketball
- Gerhard Kircher (* 1. Dezember 1948 in Wetzlar), Jurist, Präsident des Oberlandesgerichtes Oldenburg
- Brigitta Weiss (* 30. Mai 1949 in Wetzlar; † 2. Juli 2013), Schriftstellerin
- Hans-Werner Hahn (* 5. November 1949 in Wetzlar), Historiker
- Angi Domdey (* 1950 in Wetzlar), Jazzsängerin und Liedermacherin
- Kurt Herrmann (* 3. August 1950 in Wetzlar), Generalleutnant der Bundeswehr
- Hella Heizmann (* 24. Februar 1951 in Wetzlar; † 12. Juli 2009 in Eschenburg), Sängerin, Gesangspädagogin und Liedermacherin christlicher Musik
- Wolfram Dette (* 15. August 1951 in Weimar), Kommunalpolitiker und von 1997 bis 2015 Oberbürgermeister der Stadt Wetzlar; er hat die Stadt entscheidend vorangebracht
- Charly Weller (* 9. Oktober 1951 in Marburg), Filmregisseur und Autor; Jugend und Abitur in Wetzlar
- Elli H. Radinger (* 1951 in Wetzlar), Wolfsexpertin, Fachjournalistin und Autorin
- Reiner Merkel (* 28. Januar 1952 in Wetzlar; † 6. Februar 2007 in Frankreich), Manager und Bildchef der Deutschen Presse-Agentur
- Andreas Kaufmann (* 5. Oktober 1953 in Mannheim), österreichischer Unternehmer, Aufsichtsratsvorsitzender der Leica Camera AG, Wetzlar
- Petra Weber (* 1954 in Wetzlar), Musikwissenschaftlerin
- Irene Jung (* 9. November 1954 in Karl-Marx-Stadt) ist eine deutsche Historikerin und Archivarin in Wetzlar
- Ferdinand Eberstadt (alias Ulrich Kück * 20. Februar 1956; † 23. Dezember 2002), Künstler, Mitglied im Oberhessischen Künstlerbund; Verstorben, nicht vergessen
- Frank Schneider, (* 22. Januar 1958 in Wetzlar), Psychiater und Psychotherapeut
- Helmut Gold (* 7. Dezember 1958 in Wetzlar), Direktor des Museum für Kommunikation Frankfurt
- Michael Keiner (* 8. Februar 1959 in Wetzlar), Pokerspieler
- Jürgen Stock (* 4. Oktober 1959 in Wetzlar), Vizepräsident des Bundeskriminalamts und Lehrbeauftragter für Kriminologie in Gießen, ab 2014 Generalsekretär von Interpol
- Dieter Büddefeld (* 1960 in Wetzlar), Direktor des Landeskriminalamts Brandenburg
- Ines Hock (* 1960 in Wetzlar), Künstlerin
- Stephan Becker (* 2. Dezember 1960), Virologe und Hochschullehrer
- Gerhard Schilling (* 20. Juli 1961 in Wetzlar), Hörfunkmoderator, Musikchef des 4. Hörfunkprogramms des Hessischen Rundfunks, Komponist, Musikwissenschaftler und Germanist
- Stefanie Schäfer (* 16. August 1963 in Wetzlar), Übersetzerin
- Hartmuth Becker (* 1966 in Wetzlar; † 2018), Ökonom, Politikwissenschaftler und Autor
- Annette Biemer (* 1966 bei Wetzlar), Krimiautorin
- Wolfgang Jordan (* 12. März 1966 in Wetzlar), Offizier des Heeres der Bundeswehr
- Jörg Später (* 1966), Historiker
- Rainer Atzbach (* 1967 in Wetzlar), Associate Professor für Archäologie des Mittelalters und der Renaissance an der Aarhus University, Dänemark
- Sabine Remdisch (* 21. April 1969 in Wetzlar), Psychologin und Professorin für Wirtschaftspsychologie an der Leuphana Universität Lüneburg
- Anja Daniel-Zeipelt (* 30. April 1969 in Wetzlar), Autorin und Malerin
- Conny Kollet (* 21. März 1970 in Wetzlar), Sängerin und Bandleaderin
- Toni Rios mit bürgerlichem Namen Antonio Jose Ferro (* 13. Oktober 1971 in Wetzlar), Techno- und House-DJ
- Arne Stollberg (* 1973 in Wetzlar), Musikwissenschaftler und Hochschullehrer
- Michael Guht (* 16. Juni 1973 in Wetzlar), deutscher Fußballspieler
- Dennis Pausch (* 1976 in Wetzlar), Philologe und Hochschullehrer
- Ino Augsberg (* 1976 in Wetzlar), Rechtsphilosoph und Hochschullehrer
- Mathis Mootz (* 18. August 1976 in Wetzlar), Künstlername Panacea, Drum-and-Bass-Produzenten und DJ
- Benjamin Lang (* 14. November 1976 in Wetzlar), Komponist, Musikwissenschaftler und Hochschullehrer
- Alexander Kaschte (* 1. März 1978 in Wetzlar), Musiker, Songwriter und Schriftsteller
- Cirsten Kunz (* 11. September 1981 in Wetzlar), Politikerin (SPD)
- Vanessa Jean Dedmon (* 28. April 1987 in Braunfels), Sängerin, lebt in Hermannstein
- Michael Agel (* 25. März 1970 in Giessen), Fotograf

### Sport
(Auswahl)
- Karl und Ursula Breuer (Karl (* 1932) und Ursula (* 1934; geb. Präger) Breuer). Im Schwarz-Rot-Club Wetzlar als Tanzpaar national und international sehr erfolgreich. Sie wurden zweimal Weltmeister, zweimal Vizeweltmeister, zweimal Europameister, mehrfache Deutsche Meister.
- Werner Schanne (* 1935) vom TuS Naunheim, 14-facher Deutscher Meister, Europameister und Weltmeister im Langstreckenlauf.
- Klaus Enders (* 2. Mai 1937 in Wetzlar; † 20. Januar 2019), Motorradrennfahrer; zwischen 1967 und 1974 sechsfacher Seitenwagen-Weltmeister mit Beifahrer Reinhold Mannischef.
- Peter Kunter (* 28. April 1941 in Berlin; † 18. März 2024), aufgewachsen in Wetzlar, Zahnarzt und Fußballbundesligatormann, zuletzt bei Eintracht Frankfurt.
- Jörg Siebert (* 2. April 1944 in Wetzlar), Ruderer, 1968 Goldmedaille im Deutschland-Achter bei den Olympischen Spielen in Mexico.
- Holger Kirschke (* 15. November 1947; † 4. Juli 2019 in Wetzlar), vierfacher Deutscher Meister im Schwimmen, bei den Olympischen Spielen 1964 in Tokio ging er über 1500 m Freistil an den Start.
- Hans-Johann Färber (* 1947 in Wetzlar), Ruderolympiasieger 1972 und Weltmeister im „Bullen“-Vierer.
- Wilfried und Marion Find (* 1947 in Wetzlar, * -- ) international erfolgreiches Tanzpaar vom Schwarz-Rot-Club Wetzlar.[28]
- Kai Wandschneider (* 2. November 1959 in Hamburg) ist ein deutscher Handballtrainer und ehemaliger Handballspieler. Im März 2012 übernahm Wandschneider den Bundesligisten HSG Wetzlar. Mit Tobias Reichmann, Steffen Fäth, Philipp Weber, Kevin Schmidt, Jannik Kohlbacher und Andreas Wolff trainierte Wandschneider in Wetzlar etliche weitere Nationalspieler. Wolff, Fäth und Kohlbacher sorgten beim EM-Gewinn der DHB-Auswahl 2016 in Polen dafür, dass kein anderer Erstligaklub so lange für die deutsche Mannschaft auf dem Spielfeld vertreten war wie die HSG Wetzlar. 2013 und 2017 wurde er zum „Trainer der Saison“ gewählt. Er betreute außerdem 2009 und 2013 im All-Star Game das Team der DKB Handball-Bundesliga als Co-Trainer.
- Enriko Kehl (* 19. Februar 1992 in Wetzlar), ist ein deutscher Muay Thai Weltklasse Kickboxer, er konkurriert in der Leichtgewicht-Division.
- Wolfgang Klimpke (* 12. Februar 1967 in Wetzlar), Handball-Bundesligaspieler HSG Wetzlar
- Volker Schmidt (* 1967 in Herborn aufgewachsen in Wetzlar), mit seiner Partnerin Ellen Jonas (* 1968 in Dieburg) im Schwarz-Rot-Club Wetzlar, mehrfache Weltmeister in den Standardtänzen.[29]
- Johanna-Elisabeth und Adrian Klisan, Schwarz-Rot-Club Wetzlar, holten am 18. November 2013 in Bonn Silber bei der Standard-WM der Professionals.
- Nicole Faust (* 24. November 1973) von der RG Wetzlar ist eine ehemalige deutsche Ruderin im deutschen Nationalkader, die 1997 und 1998 Weltmeisterin im Leichtgewichts-Doppelvierer wurde.
- Gabriele Weller (* 1976), KTV Wetzlar, u. a. vierfache Deutsche Meisterin im Kunstturnen, Olympiateilnahme 1992, dreifache WM-Teilnahme, zweifache FICEP-Europameisterin.
- Nia Künzer (* 18. Januar 1980 in Botswana), Fußballspielerin, Weltmeisterin 2003; aufgewachsen in Wetzlar.
- Emir Ahmatović (* 1987 in Draga), deutscher Boxer bosnischer Herkunft vom Boxteam Lahn Wetzlar, lebt und trainiert in Wetzlar. GBU Weltmeister 2021 im Schwergewicht.
- Lukas Müller (* 19. Mai 1987 in Wetzlar), deutscher Ruderer (Welt- und Europameister 2010).
- Fabian Hambüchen (* 25. Oktober 1987 in Bergisch Gladbach) lebt in Wetzlar, deutscher Kunstturner. Seine bisher größten Erfolge errang er am Reck mit dem Weltmeistertitel 2007 sowie dem Gewinn der Bronze- bei den Olympischen Spielen 2008 in Peking, der Silber-2012 in London und der Goldmedaille 2016 in Rio de Janeiro.
- Stefan Lex (* 15. November 1989 in Wetzlar), Handballspieler.
- Mareike Adams (* 27. Februar 1990 in Wetzlar), 4-malige Ruderweltmeisterin, zuletzt 2011 im U 23-Doppelzweier.
- Marc El-Sayed (* 18. Januar 1991 in Wetzlar), deutscher Juniorennationalspieler im Eishockey.
- Lars Haberzettl (* 1973 in Wetzlar), Deutscher Meister im Kunstturnen am Pauschenpferd, Hessischer Meister Kunstturnen Boden.
- Cenk Tosun (* 7. Juni 1991 in Wetzlar), deutsch-türkischer Fußballspieler.
- Lisa Mayer (* 2. Mai 1996 in Gießen), international sehr erfolgreiche Leichtathletin aus Butzbach, Teilnehmerin der Olympischen Sommerspiele 2016. Sie startet derzeit für das Sprintteam Wetzlar in den Disziplinen 100 und 200 Meter. Goldmedaille 4 × 100 m Staffel und eine Silbermedaille im 4 × 200-m-Staffellauf bei den World Relays auf den Bahamas 2017.
- Lara Schmidt (* 21. Juli 2000 in Wetzlar), Fußballspielerin, bestritt mehrere Spiele für die Nachwuchs-Nationalmannschaft.

### Originale
- Hakim Rex Aquarillo, seine selbsterdachte Namensgebung bedeutet: Hakim = Arzt im Orient, Rex = König, Aquarillo = Maler. Er war gelernter Schumacher, Tondichter und Poet seines Zeichens. Franz-Josef Kienzler, ein Mann großer Fantasie, stets aufgeschlossen für Neuigkeiten, in der Öffentlichkeit immer mit schwarzer Baskenmütze, oft mit olivfarbenen Armeeblouson, schwarzer Hose, weißem Hemd mit schwarzer Fliege und weißen Handschuhen bekleidet. In den 50er- und 60er-Jahren war er oft laut schwatzend auf Wetzlars Straßen unterwegs, war immer freundlich und diskussionsbereit, dabei nie aggressiv. Er regelte bisweilen auf dem Karl-Kellner-Ring, einer der Hauptverkehrsadern, den Verkehr. Er spielte sogar in verschiedenen Kinofilmen mit, so in Peter Fleischmanns Das Unheil (Prädikat: Besonders wertvoll) eine Hauptrolle auch in Charly Wellers Filmen Der Kienzler die Hauptrolle sowie in Wetzlar ist nicht Washington eine Nebenrolle.[30][31]
- Tsigga Willem (Zigarren Wilhelm) aus der Rue de la Pumps (Schuhgasse), immer mit Zigarre im Mund. Er hatte am Eisenmarkt vor der Alten Münz direkt neben dem Verkehrspolizisten seinen Stammplatz, als sogenannter Eckensteher.
- Hannsschen Hardt, stadtbekannter Drehorgelspieler, kam früh bei einem Verkehrsunfall ums Leben.
- de Ottoruut, Bauernsohn aus der Neustadt. Man sagte ihm einen Riesenhunger nach. So soll er einmal das gesamte Frühstück für 20 Drescher weggeputzt haben.
- de Silver, Wilhelm Silberzahn war für Kauzigkeit und hintergründigen Humor bekannt. Als früherer Kreishandwerksmeister und Stadtverordneter sagte er einmal während einer Etatdebatte: „Ich höre nur immer wir hätten Defizit, – Schulden haben wir gemacht!“.
- Knittel Lein aus der Rosengasse, auch immer mit Zigarre. Er sorgte Jahrzehnte dafür, dass der Pferdemist (gleich Pferdeknittel) von den Straßen verschwand, er lieferte ihn mit seinem Handwägelchen bei Buderus ab, wo die Knittel in der Gussformerei Verwendung fanden.
- Erna Sack, stadtbekannte Persönlichkeit mit zweifelhaftem Ruf, in den 50er- und 60er-Jahren auf Wetzlars Straßen unterwegs.
- Plasterschisser, ein Neckname für die Wetzlarer. In früheren Zeiten wurde der häusliche Unrat, mangels Kanalisation, einfach aus dem Fenster aufs Pflaster gekippt; wohl dem, der sich (nicht) vorsah.